# Vierkamp (schaken)
Een vierkamp of vierkamptoernooi is een toernooivorm bij schaaktoernooien waarbij iedere deelnemer het in één poule opneemt tegen drie tegenstanders. Anders dan bij andere sporten (zoals atletiek) ziet de vierkamp bij schaken dus niet op het aantal disciplines dat wordt beoefend, maar op het aantal opponenten.

## Algemeen
Vierkamp is een veelvoorkomende toernooivorm bij recreatieve schakers omdat het toernooi in een relatief kort tijdsbestek kan worden afgewerkt. Veel vierkamptoernooien starten op vrijdagavond met één partij en eindigen op zaterdag met twee partijen. Dit in tegenstelling tot weekendschaaktoernooien die het hele weekend in beslag nemen.
Omdat de deelnemers bij een vierkamptoernooi worden opgesplitst in kleine poules, speelt men doorgaans tegen schakers van een ongeveer gelijk ratingniveau. Bij grootschaligere (open) toernooien wordt de indeling gemaakt op basis van het Zwitserse systeem, waarbij grote ratingverschillen met name in de vroege rondes van het toernooi kunnen voorkomen.
Nadeel van een vierkamptoernooi is dat de kleuren ongelijk verdeeld zijn. Twee spelers spelen tweemaal met wit en eenmaal met zwart, twee spelers spelen tweemaal met zwart en eenmaal met wit. Aangezien wit statistisch vaker wint dan zwart, hebben twee schakers een licht voordeel. Om deze ongelijkheid op te heffen, kan voor een dubbele vierkamp worden gekozen, zoals bijvoorbeeld gebeurde bij het Nederlands kampioenschap schaken vrouwen 2023. Ook kan worden afgesproken dat bij een gelijke eindstand, de speler die twee keer zwart speelde, op tiebreak wint.

## Ronde-indeling
Doorgaans wordt voor het indelen van de rondes gebruik gemaakt van de Berger Tabellen. Dit levert bij een vierkamp de volgende indeling op:
- Ronde 1: Speler 1 tegen Speler 4 en Speler 2 tegen Speler 3. De eerstgenoemde speler speelt met wit.
- Ronde 2: 4-3, 1-2.
- Ronde 3: 2-4, 3-1.[1]

## Voorbeelden
- Bekend is de Euwe-vierkamp, die in 1976 het levenslicht zag tijdens een schaakfestival in Amsterdam ter ere van de 75e verjaardag van Max Euwe.[2] Deze vierkamp wordt gezien als voorloper van het VSB-toernooi.
- Ter ere van haar 40-jarig jubileum organiseerde de Amsterdamsche Schaakclub in 1926 een Jubileumvierkamp tussen Max Euwe, Edgar Colle, Sawielly Tarkakower en Jop Pannekoek.[3]
- Het eenmalige Optiebeurs-toernooi in 1988 werd gespeeld op basis van een vierdubbele vierkamp.
- De kroongroep bij het Schaaktoernooi Hoogeveen werd t/m 2013 gespeeld in een vierkamp.
- Veel grotere toernooien, zoals het Tata Steel Chess Tournament, het Amsterdam Science Park Chess Tournament en het Daniel Noteboomtoernooi bieden naast het hoofdtoernooi ook gelegenheid tot het spelen van vierkampen.